# Komensalizm
Komensalizm (współbiesiadnictwo; od łac. commensalis „współbiesiadnik” com „współ” i mensa „stół”) – najbardziej pierwotny typ oddziaływania protekcyjnego. Pojęcie to zostało wprowadzone przez zoologa Pierra Josepha van Bendena  w 1876 roku.
Jest to typ zależności o charakterze symbiozy między dwoma lub więcej gatunkami, przy czym jeden z gatunków czerpie z tej zależności wyraźne korzyści, nie szkodząc pozostałym (np. rekin i podnawka; lew i sęp; żuk gnojowy i ssak kopytny). Innym przykładem komensalizmu jest odżywianie się owadów żyjących w ptasich gniazdach resztkami pokarmu gospodarzy lub znalezionymi w gnieździe piórami. Komensalizm jest więc współżyciem korzystnym dla jednego z partnerów, dla drugiego obojętnym.
Komensalizm jest najbardziej luźnym i najmniej obligatoryjnym związkiem międzygatunkowym, jako że obaj partnerzy często mogą egzystować niezależnie od siebie. Jeden z partnerów odnosi tu korzyść i ma biologiczną przewagę nad osobnikami tego samego gatunku, które nie pozostają w takim związku.
Croll (1977) wyróżnia cztery główne rodzaje komensalizmu:
- komensalizm „czyszczący”
- komensalizm chroniący i maskujący
- komensalizm synecjalny (synoika, synoekia)
- komensalizm „transportowy” lub forezja

Przykładem komensalizmu jest flora fizjologiczna człowieka.